# Biển Celtic

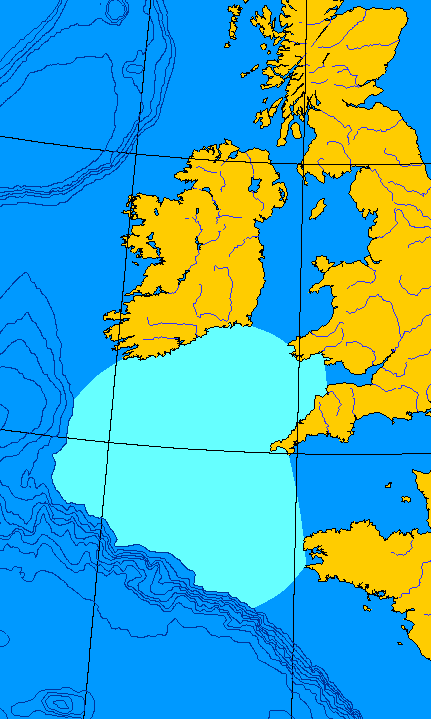
Bản đồ biển Celtic

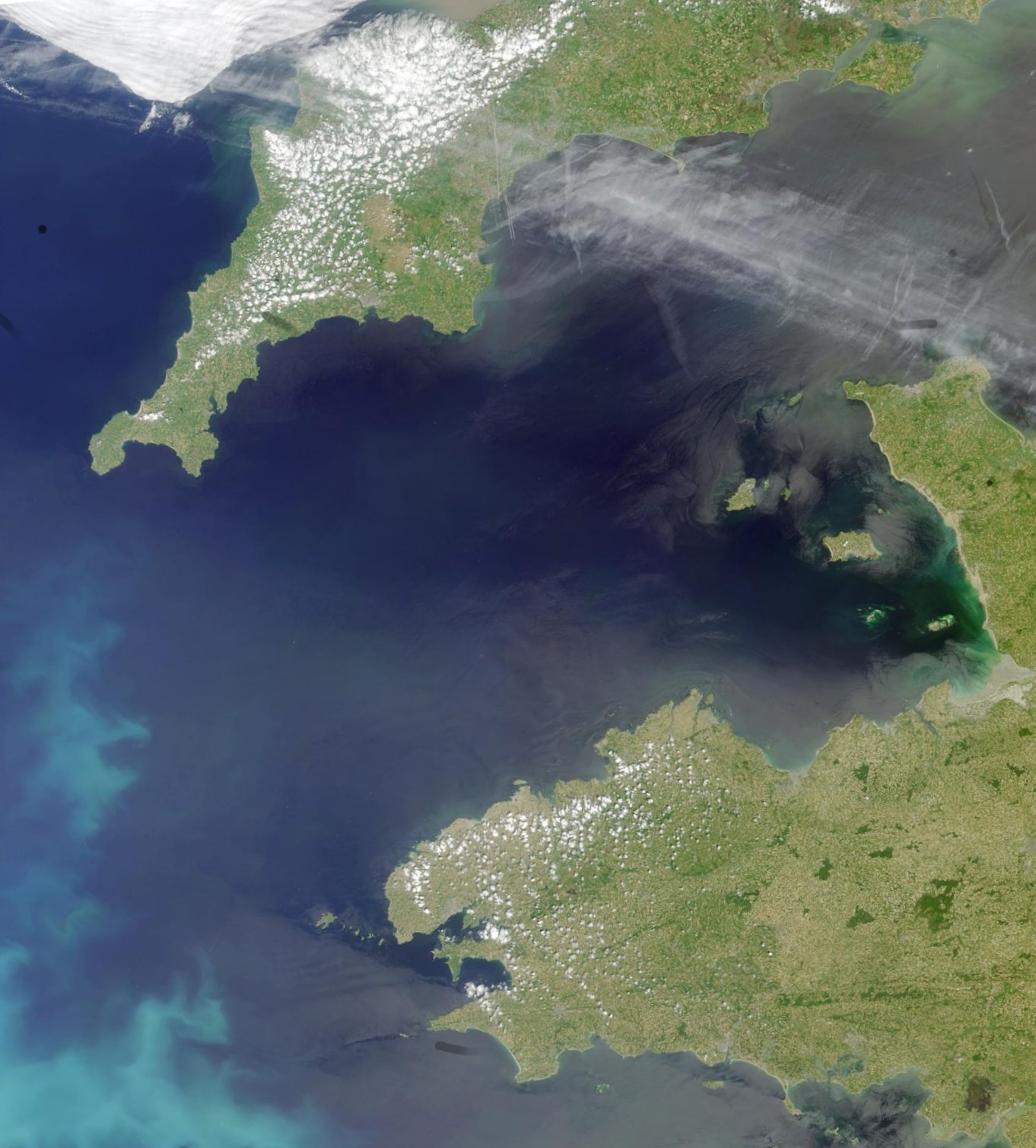
Coccoliths trên biển Celtic

Biển Celtic (tiếng Ireland: An Mhuir Cheilteach; tiếng Wales: Y Môr Celtaidd; tiếng Cornwall An Mor Keltek; tiếng Breton: Ar Mor Keltiek) là một vùng biển thuộc Đại Tây Dương ngoài khơi bờ biển phía nam của Ireland. Biển này giáp với eo biển Saint George, eo biển Bristol, eo biển Manche cũng như những vùng liền kề thuộc Wales, Cornwall, Devon và Bretagne. Biển này có tên là biển Celtic do vị trí địa lý nằm gần vùng của các dân tộc người Celt; cái tên này lần đầu được sử dụng bởi Ernest William Lyons Holt năm 1921. Phần phía bắc của biển trước đó được coi là một phần của eo biển Saint George và phần phía nam thì không có tên gọi phổ biến.